# فلینتشر
فلینتشر (به انگلیسی: Flintshire) یک شهرستان در ولز است. فلینتشر ۴۳۸ کیلومتر مربع مساحت دارد.

## خواهرخوانده
شهر مندن خواهرخواندهٔ فلینتشر هست.